# Летние игры (фильм)
«Летние игры» (англ. «Summer Catch») — американская кинокомедия 2001 года.

## Сюжет
Город Чатхем, который находится на полуострове Кейп-Код в штате Массачусетс, именно здесь два самых сильных развлечения США - бейсбол и любовь - соединились в чудесной паре. Главный герой Райан Данн (Фредди Принц-мл) давно играет в бейсбол, ставший частью его жизни, из-за нестабильности в игре он не может играть в серьезной команде и зарабатывать своим увлечением. Чтобы иметь хоть какие-то деньги, он работает газонокосильщиком в фирме своего отца. Рассчитывая проявить себя в летней Лиге Кейп Код, куда стремятся попасть все начинающие бейсболисты, он встречает в Чатхеме девушку из состоятельной семьи, Текли Пэрриш (Джессика Бил), находящуюся там на каникулах, чувства к которой вспыхнули мгновенно, и оказались взаимными. Однако, Райану нужно сосредоточиться на игре, поскольку кроме молодых, начинающих бейсболистов на матчи Летней Лиги Кейп-Код приезжают представители профессиональных клубов, в поисках новых игроков и  заключения с ними профессиональных контрактов. Сможет ли Райн отлично сыграть проявив себя на поле, когда все мысли теперь о Текли?

## В ролях
| Актёр              | Роль                |
| ------------------ | ------------------- |
| Фредди Принц-мл.   | Райан Данн          |
| Джессика Бил       | Текли Пэрриш        |
| Фред Уорд          | Шон Данн            |
| Мэттью Лиллард     | Билли Брубейкер     |
| Джейсон Гедрик     | Майк Данн           |
| Бриттани Мерфи     | Диди Маллиган       |
| Габриэль Манн      | Огги Маллиган       |
| Брайан Деннехи     | тренер Джон Шиффнер |
| Брюс Дэвисон       | Рэнд Пэрриш         |
| Марк Блукас        | Майлс               |
| Уилмер Вальдеррама | Микки Домингес      |
| Кристиан Кейн      | Дэйл Робин          |
| Трейси Динвидди    | Лорен Ходжес        |

## Интересные факты
Гонорар за главную роль Фредди Принца младшего составил 1 500 000$.